# Sillren
Sillren är en sjö i Ånge kommun i Medelpad och ingår i Ljungans huvudavrinningsområde. Sjöns area är 0,043 kvadratkilometer och den befinner sig 400 meter över havet.